# Marinestützpunktkommando Flensburg-Mürwik

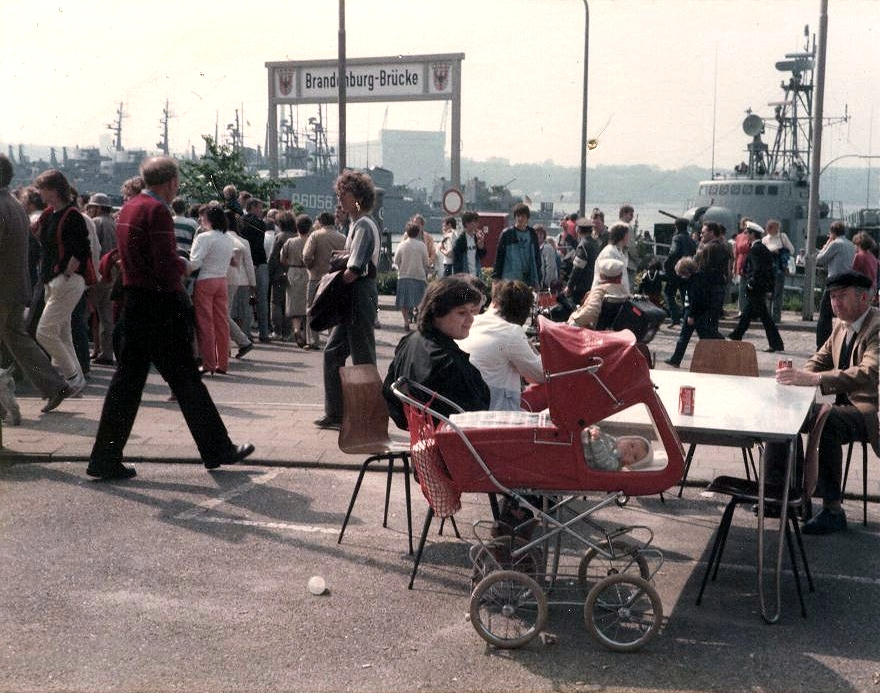
Blick auf die Brandenburg-Brücke (Tag der Marine, Mai 1984)

Das Marinestützpunktkommando Flensburg-Mürwik war eine Dienststelle der Deutschen Marine im Stadtbezirk Stützpunkt des Flensburger Stadtteils Mürwik.

## Geschichte
Die ersten Stützpunktanlagen in Flensburg-Mürwik wurden Anfang des 20. Jahrhunderts durch die Kaiserliche Marine erbaut. Sie blieben bis Ende des Zweiten Weltkriegs im Gebrauch der Marine.
Die Bundesmarine stellte zum 1. Juli 1956 das Marinestützpunktkommando Flensburg-Mürwik auf. Es bezog bald darauf die Bonte-Kaserne. Das Marinestützpunktkommando Flensburg-Mürwik unterstand zunächst dem Marineabschnittskommando Ostsee, ab 1. Januar 1967 der Marinedivision Ostsee und ab 1. April 1975 dem neu aufgestellten Marineabschnittskommando Ostsee. Zum 31. Dezember 1998 wurde das Marinestützpunktkommando Flensburg-Mürwik aufgelöst. Während ein kleiner Teil des Hafenbereichs, der Bootshafen, von der Marineschule Mürwik genutzt wird, ist der größte Teil der Gebäude und Hafenanlagen in das Wohnprojekt Sonwik überführt worden. Bei der Bonte-Kaserne erinnert noch heute ein großer beschrifteter Stein an den ehemaligen Gebäudezweck als Marinestützpunktkommando.

## Aufgaben
Aufgabe des Kommandos war die Versorgung der zum Marinestützpunkt Flensburg-Mürwik gehörenden Kommandos und Einrichtungen der Marine und aller den Stützpunkt anlaufenden schwimmenden Einheiten. Eine von 1958 bis 1968 bestehende Außenstelle in Rendsburg unterstützte dortige Werft- und Hafenlieger.
Im Stützpunkt waren mehrere schwimmende Marineverbände stationiert. Außerdem gab es eine Anzahl von Landeinheiten, die durch den Stützpunkt unterstützt wurden, nicht jedoch dem Marinestützpunktkommando unterstanden. Zu den unterstützten Verbänden und Einrichtungen gehörten:
Stäbe
- Flottenkommando
- Schnellbootflottille
- Marinefernmeldestab 70

Schwimmende Verbände und Einheiten
- 1. Minensuchgeschwader (1956–1992)
- 3. Schnellbootgeschwader (1957–1998)
- 3. Zerstörergeschwader (1960–1968)
- Minenlegergeschwader (1962–1972)
- Flottendienstgeschwader (1968–1993)

Landtruppenteile und Schulen
- Marinefernmeldeschule[3]
- Marineschule Mürwik
- Marinesanitätsstaffel Flensburg-Mürwik (1966–1998)[4]

## Kommandeure
- Kapitänleutnant Walter Ohmsen: von Juli 1956 bis Dezember 1956
- Korvettenkapitän Gustav-Adolf Janssen: von Dezember 1956 bis September 1957
- Kapitän zur See Hermann Knuth: von September 1957 bis Dezember 1958
- Kapitän zur See Helmut Klemm: von Januar 1959 bis August 1959
- Fregattenkapitän Josef Zacher: von August 1959 bis November 1959, mit der Wahrnehmung der Geschäfte beauftragt
- Kapitän zur See Otto Schuhart: von November 1959 bis Mai 1960
- Kapitän zur See Bernhardt Biederbick: von Juni 1960 bis Januar 1963
- Kapitän zur See Alfred Eichler: von Januar 1963 bis März 1965
- Kapitän zur See Heinrich Jacks: von April 1965 bis März 1967
- Kapitän zur See Georg Gerken: von April 1967 bis Dezember 1970
- Fregattenkapitän Heinz Adolph: von Dezember 1970 bis September 1975
- Kapitän zur See Paul Henke: von Oktober 1975 bis 1985
- Kapitän zur See Jürgen Bey: von 1986 bis 1990
- Kapitän zur See Klaus Pfeifer: 1991
- Fregattenkapitän Ulrich Propfe: von 1993 bis 1995